# Eupsilia boursini
Eupsilia boursini là một loài bướm đêm trong họ Noctuidae.